# Свердловина парафіновідкладна
Свердловина парафіновідкладна (рос. скважина парафиноотлагающая; англ. paraffin(e) depositing well; нім. paraphinablagernde Sonde f) — свердловина, в якій під час експлуатації з рідини випадають і відкладаються на трубах, штангах та інших частинах свердловинного устаткування кристали парафіну. Для запобігання відкладання парафіну застосовують спеціальні скребки або інші способи, а для видалення утвореного шару — періодично прогрівають підземне устаткування парою, електронагрівачами, гарячою рідиною (нафтою, конденсатом тощо).